# Zonsverduisteringen van 2041 t/m 2050
De periode 2041 t/m 2050 bevat 22 zonsverduisteringen. Deze zijn onderverdeeld in de volgende typen:
- 7 totale
- 8 ringvormige
- 2 hybride
- 5 gedeeltelijke

## Overzicht
Onderstaand overzicht bevat alle details van deze zonsverduisteringen.
| Datum        | UTC op Max | Type         | Stijl                         | Saros nr | Magni- tude | Lengte op Max | Regio's in het gehele eclipsgebied                                                       | Regio's met het eclipspad                                                                                  |
| ------------ | ---------- | ------------ | ----------------------------- | -------- | ----------- | ------------- | ---------------------------------------------------------------------------------------- | --- |
| 30 apr. 2041 | 11:52:20   | totaal       | centraal                      | 129      | 1.019       | 01m51s        | Brazilië, Afrika, Midden-Oosten                                                          | Angola, Congo, Uganda, Kenya, Somalië                                                                      |
| 25 okt. 2041 | 01:36:21   | ringvormig   | centraal                      | 134      | 0.947       | 06m07s        | Oostelijk Azië, Stille Oceaan                                                            | Mongolië, China, Korea, Japan, Stille Oceaan                                                               |
| 20 apr. 2042 | 02:17:30   | totaal       | centraal                      | 139      | 1.061       | 04m51s        | Oostelijk Azië, Zuidoostelijk Azië, Australië, Stille Oceaan                             | Maleisië, Indonesië, Filipijnen, Noordelijke Stille Oceaan                                                 |
| 14 okt. 2042 | 02:00:41   | ringvormig   | centraal                      | 144      | 0.930       | 07m44s        | Zuidoostelijk Azië, Oostelijk Indië, Australië, Zuidelijke Stille Oceaan, zuidpoolgebied | Thailand, Maleisië, Indonesië, Australië, Nieuw-Zeeland                                                    |
| 9 apr. 2043  | 18:57:49   | totaal       | niet Centraal geen noordgrens | 149      | 1.010       | -             | Noordelijk Noord-Amerika, Noordoostelijk Azië                                            | Noordoostelijk Rusland                                                                                     |
| 3 okt. 2043  | 03:01:48   | ringvormig   | niet Centraal geen zuidgrens  | 154      | 0.950       | -             | zuidpoolgebied, Zuidwestelijk Australië, Indische Oceaan                                 | Zuidelijke Indische Oceaan                                                                                 |
| 28 feb. 2044 | 20:24:39   | ringvormig   | centraal geen zuidgrens       | 121      | 0.960       | 02m27s        | zuidpoolgebied, Zuid-Amerika                                                             | Zuidelijke Atlantische Oceaan                                                                              |
| 23 aug. 2044 | 01:17:01   | totaal       | centraal                      | 126      | 1.036       | 02m04s        | Noordelijk Azië, Westelijk Noord-Amerika, Groenland                                      | Groenland, Noordelijk Canada, Montana, Noordelijk Dakota                                                   |
| 16 feb. 2045 | 23:56:06   | ringvormig   | centraal                      | 131      | 0.928       | 07m47s        | Australië, Nieuw-Zeeland, Stille Oceaan, Hawaii                                          | Nieuw-Zeeland, Stille Oceaan                                                                               |
| 12 aug. 2045 | 17:42:39   | totaal       | centraal                      | 136      | 1.077       | 06m06s        | Noord-Amerika, Midden-Amerika, Zuid-Amerika, Westelijk Afrika                            | Zuidelijke VS, Haïti, Dominicaanse Republiek, Venezuela, Guyana, Frans Guyana, Suriname, Brazilië          |
| 5 feb. 2046  | 23:06:26   | ringvormig   | centraal                      | 141      | 0.923       | 09m42s        | Australië, Oostelijk Indië, Zuidwestelijk Noord-Amerika                                  | Papoea-Nieuw-Guinea, Hawaii, Californië, Oregon, Idaho, Westelijke VS                                      |
| 2 aug. 2046  | 10:21:13   | totaal       | centraal                      | 146      | 1.053       | 04m51s        | Brazilië, Afrika                                                                         | Brazilië, Angola, Namibië, Botswana, Zuid-Afrika, Swaziland, Zuidelijk Mozambique                          |
| 26 jan. 2047 | 01:33:17   | gedeeltelijk |                               | 151      | 0.891       | -             | Oostelijk Azië, Alaska                                                                   | |
| 23 juni 2047 | 10:52:30   | gedeeltelijk |                               | 118      | 0.313       | -             | Noordelijk Canada, Groenland, Noordoostelijk Azië                                        | |
| 22 juli 2047 | 22:36:16   | gedeeltelijk |                               | 156      | 0.361       | -             | Zuidoostelijk Australië, Nieuw-Zeeland                                                   | |
| 16 dec. 2047 | 23:50:12   | gedeeltelijk |                               | 123      | 0.882       | -             | zuidpoolgebied, Zuidelijk Chili, Zuidelijk Argentinië                                    | |
| 11 juni 2048 | 12:58:52   | ringvormig   | centraal                      | 128      | 0.944       | 04m58s        | Noord-Amerika, Caribisch gebied, Noord-Afrika, Europa, Westelijk Azië                    | Midden-Westen VS, Quebec, Ontario, Groenland, IJsland, Noorwegen, Zweden, Rusland, Afghanistan             |
| 5 dec. 2048  | 15:35:27   | totaal       | centraal                      | 133      | 1.044       | 03m28s        | Zuidelijk Zuid-Amerika, Zuidwestelijk Afrika                                             | Chili, Argentinië, Namibië, Botswana                                                                       |
| 31 mei 2049  | 13:59:58   | ringvormig   | centraal                      | 138      | 0.963       | 04m45s        | Zuidoostelijk Noord-Amerika, Midden-Amerika, Zuid-Amerika, Afrika, Zuidelijk Europa      | Zuidoostelijke VS, Peru, Ecuador, Colombia, Venezuela, Guyana, Senegal, Mali, Burkina Faso, Ghana, Nigeria |
| 25 nov. 2049 | 05:33:47   | hybride      | centraal                      | 143      | 1.006       | 00m38s        | Oostelijk Afrika, Zuidelijk Azië, Oostelijk Indië, Australië                             | Saoedi-Arabië, Jemen, Maleisië, Indonesië                                                                  |
| 20 mei 2050  | 20:42:50   | hybride      | centraal                      | 148      | 1.004       | 00m21s        | Nieuw-Zeeland, Zuidelijke Stille Oceaan, Zuidwestelijk Zuid-Amerika                      | Zuidelijke Stille Oceaan                                                                                   |
| 14 nov. 2050 | 13:30:52   | gedeeltelijk |                               | 153      | 0.887       | -             | Noordoostelijke VS, Oostelijk Canada, Noordelijk Afrika, Europa                          | |

### Legenda
| Kolomhoofd                         | Uitleg                                                                                                |
| ---------------------------------- | --- |
| Datum                              | Datum op het moment van het maximum van de eclips                                                     |
| UTC op Max                         | Tijd in UTC op het moment van het maximum van de eclips                                               |
| Type                               | Type van de eclips                                                                                    |
| Stijl                              | Binnen een type zijn verschillende stijlen mogelijk                                                   |
| Sarosnr                            | Het nr van de sarosreeks waartoe de eclips behoort                                                    |
| Magnitude                          | Percentage van verduistering van de middellijn van de zon op het moment van het maximum van de eclips |
| Lengte op Max                      | Tijdsduur van de eclips op de plek met het maximum                                                    |
| Regio's in het gehele eclipsgebied | Gebieden waar de eclips of een gedeelte ervan te zien is                                              |
| Landen met het eclipspad           | Landen waar de eclips totaal of ringvormig te zien is                                                 |